# Constantia (roślina)
Constantia – rodzaj roślin z rodziny storczykowatych (Orchidaceae). Obejmuje 6 gatunków występujących w Ameryce Południowej w Brazylii w dwóch regionach - Południowym i Południowo-Wschodnim.

## Systematyka
Rodzaj sklasyfikowany do podplemienia Laeliinae w plemieniu Epidendreae, podrodzina epidendronowe (Epidendroideae), rodzina storczykowate (Orchidaceae), rząd szparagowce (Asparagales) w obrębie roślin jednoliściennych.
Wykaz gatunków
- Constantia australis (Cogn.) Porto & Brade
- Constantia cipoensis Porto & Brade
- Constantia cristinae F.E.L.Miranda
- Constantia gutfreundiana Chiron & V.P.Castro
- Constantia microscopica F.E.L.Miranda
- Constantia rupestris Barb.Rodr.